# Atletica leggera agli XI Giochi panafricani - 800 metri piani femminili
La specialità degli 800 metri piani femminili agli XI Giochi panafricani si è svolta il 13 e 15 settembre 2015 allo Stade Municipal de Kintélé di Brazzaville, nella Repubblica del Congo.

## Podio
| Oro     | Caster Semenya Sudafrica |
| Argento | Annet Mwanzi Kenya       |
| Bronzo  | Chaltu Shume Etiopia     |

## Risultati

### Batterie
Qualificazione: i primi 2 di ogni batteria (Q) e i 2 migliori tempi degli esclusi (q) si qualificano in semifinale.
| Class | Gruppo | Nome                     | Nazione            | Tempo   | Note |
| ----- | ------ | ------------------------ | ------------------ | ------- | ---- |
| 1     | 3      | Habitam Alemu            | Etiopia            | 2'03"60 | Q    |
| 2     | 3      | Winnie Chebet            | Kenya              | 2'03"81 | Q    |
| 3     | 3      | Winnie Nanyondo          | Uganda             | 2'05"24 | q    |
| 4     | 2      | Chaltu Shume             | Etiopia            | 2'06"49 | Q    |
| 5     | 3      | Abike Egbeniyi           | Nigeria            | 2'06"52 | q    |
| 6     | 2      | Annet Mwanzi             | Kenya              | 2'06"82 | Q    |
| 7     | 1      | Caster Semenya           | Sudafrica          | 2'07"25 | Q    |
| 8     | 1      | Amina Bakhit             | Sudan              | 2'07"28 | Q    |
| 9     | 1      | Kore Tola                | Etiopia            | 2'07"44 |      |
| 10    | 2      | Adama Alawia             | Sudan              | 2'07"84 |      |
| 11    | 1      | Sylvia Chesebe           | Kenya              | 2'08"03 |      |
| 12    | 1      | Neide Dias               | Angola             | 2'09"14 |      |
| 13    | 3      | Victoire Elisabe Mandaba | Rep. Centrafricana | 2'12"18 |      |
| 14    | 3      | Hawa Bundor              | Sierra Leone       | 2'12"27 |      |
| 15    | 2      | Leo Bafoundissa Missamou | Rep. del Congo     | 2'12"53 |      |
| 16    | 2      | Fiyori Asmelash          | Eritrea            | 2'13"56 |      |
| 17    | 1      | Tsepiang Sello           | Lesotho            | 2'14"87 |      |
| 18    | 3      | Elizabet Nabiala Nkengue | Rep. del Congo     | 2'19"87 |      |
| 19    | 2      | Mari Nigh Augusto Otolio | Sudan del Sud      | 2'41"36 |      |
| dns   | 2      | Francine Niyonsaba       | Burundi            | dns     |      |

### Finale
| Class   | Nome            | Nazione   | Tempo   | Note                                     |
| ------- | --------------- | --------- | ------- | ---------------------------------------- |
| Oro     | Caster Semenya  | Sudafrica | 2'00"97 |                                          |
| Argento | Annet Mwanzi    | Kenya     | 2'01"54 |                                          |
| Bronzo  | Chaltu Shume    | Etiopia   | 2'01"59 | Miglior prestazione personale stagionale |
| 4       | Habitam Alemu   | Etiopia   | 2'02"29 |                                          |
| 5       | Winnie Chebet   | Kenya     | 2'02"67 |                                          |
| 6       | Amina Bakhit    | Sudan     | 2'02"85 | Miglior prestazione personale stagionale |
| 7       | Winnie Nanyondo | Uganda    | 2'04"53 |                                          |
| 8       | Abike Egbeniyi  | Nigeria   | 2'09"36 |                                          |